# Chibaite
La chibaite è un minerale scoperto nel 1998 in Giappone, sull'isola di Honshū, da Chibune Honma.

## Descrizione
La chibalite appartiene alla classe dei silicati. È un clatrato di silice con la formula SiO2·n(CH4,C2H6,C3H8,i-C4H10) (nmax = 3/17). Il minerale è cubico (con gruppo puntuale diploidale, m3 nella notazione di Hermann–Mauguin). La silice intrappola vari idrocarburi come il metano, l'etano, il propano e l'isobutano.

## Luogo di ritrovamento
La chibaite fu scoperta all'interno di campioni di minerali raccolti in Giappone, ad Arakawa, località a nord della città di Minamibōsō, Prefettura di Chiba, sull'isola di Honshū. Il minerale fu approvato dall'Associazione Mineralogica Internazionale (IMA) nel 2009 e venne descritto in un articolo di Koichi Momma et al. del 2011.